# Rue des Bons-Vivants
La rue des Bons-Vivants est une voie piétonne souterraine située dans le 1er arrondissement de Paris, en France.

## Situation et accès
La rue des Bons-Vivants est située entre la rue Basse et la place Basse d’une part, et le palier de la porte Rambuteau, d’autre part, au niveau – 3 du secteur Forum Central des Halles (Forum des Halles).

## Historique

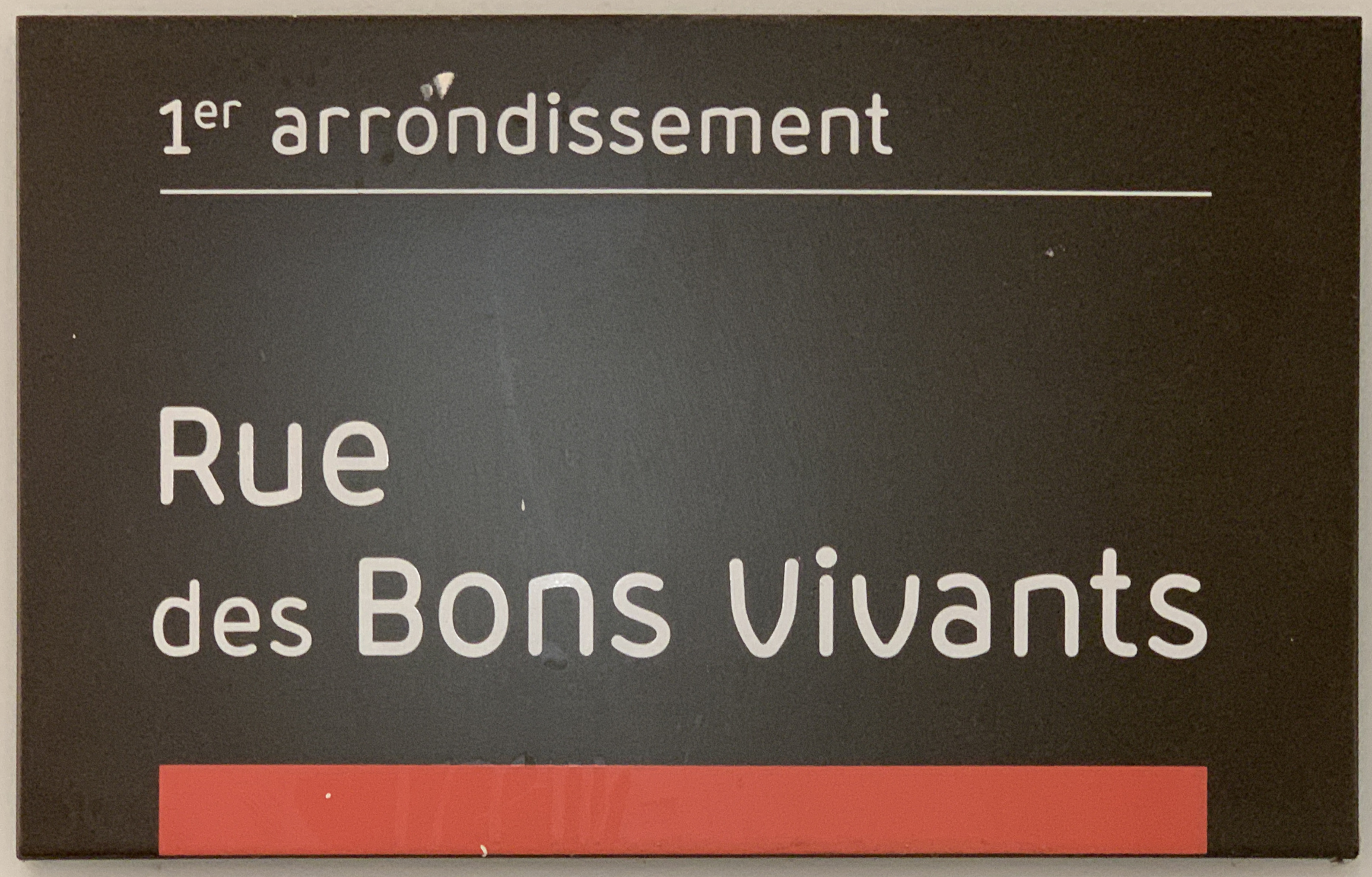
Plaque de la rue.

Cette voie a été créée lors de l’aménagement du secteur Forum Central des Halles (Forum des Halles).
La rue des Bons-Vivants a été dénommée par l’arrêté municipal du 18 décembre 1996.

## Pour approfondir